# 莱克普雷斯顿
莱克普雷斯顿是美国南达科他州下属的一座城市。根据2010年美国人口普查，该市有人口602人。论人口在本州排行第102。